# Henri Guédon
Pour les articles homonymes, voir Guédon.
Henri Guédon est un artiste peintre et musicien de jazz français, né le 22 mai 1944 à Fort-de-France et mort le 12 février 2006 à Paris 13e .

## Biographie
Henri Guédon naît le 22 mai 1944 à Fort-de-France, en Martinique.
Il crée très jeune un groupe, La Contesta avec Paul Rosine (vibraphone), Michel Pacquit (piano), Denis Dantin (batterie), Romul Pinel (conga) et enregistre un album avec Alain Jean-Marie et André Condouant.
En 1964, il s'installe à Paris où il participe à de nombreux concerts de jazz fusion. Pionnier de la modernisation de la musique afro-cubaine, il crée avec Daniel Barda le premier Big Band Jazz Caraïbes en 1970, au sein duquel il y joue du boogaloo, mélange de soul, de rhythm and blues et de rythmes afro-cubain. Il surprend d’autant plus le public français, que sur scène, il met en avant les percussions en en jouant très fort.
En 1972, il sort l'album Cosmo Zouk, avec une réunion de musiciens latinos antillais : Don Gonzalo Fernandez, Nicole et Jacky Bernard, Claude Vamur et Michel Pacquit. Il collabore aussi avec le tromboniste Barry Rogers, le trompettiste cubain Arturo Sandoval, le tromboniste Glen Ferris, le saxophoniste Bobby Rangell et le percussionniste Sabu Martinez.
À la fin des années 1970, il importe la salsa en France. Et lors de son spectacle Afro Caraïbe jazz meeting à l'Olympia, il invite les stars de la musique latine : Andy Gonzales, Barry Rodgers, Mario Riveira, Nicky Marrero, Alfredo de La Fe, Johnny Rodriguez Jr., Marion Riviera, Eddie Martinez et Ray Romero.
Au début des années 1980, il marque les esprits avec les albums Afro-blue puis Afro-temple. En 1982, il tente d'autres expériences en formant un groupe expérimental de percussions avec les musiciens Bill Summer, Scott Roberts et John Olis Jr. Lucas Van de Merjick. L’instrumentarium est composé de deux cents instruments afro-caraïbéens, afro-asiatiques, mêlés aux divers instruments classiques occidentaux. En 1983, il reçoit le prix de l'Académie Charles Cros pour des contes musicaux écrits d'après la tradition profonde des Antilles, avant de partir pour de longues tournées internationales.
En 1988, il sort deux œuvres musicales originales : L'opéra Triangulaire, un oratorio jazz avec un orchestre d'harmonie, son Big Band, des chœurs, Philippe Langlet, directeur des Orchestres d'Harmonie de la Ville du Havre, étant le chef d('orchestre de l'ensemble ; et Un poème symphonique, créé avec des musiciens de l'orchestre Provence Côte d'Azur et la chanteuse Carol Unpkin pour le Festival d'Avignon. C’est un hommage à Aimé Césaire puis un an après un hommage à Toussaint Louverture.
En 1992, il crée la Marseillaise en trois Continents pour et en collaboration avec la ville de Bagneux.
En 1993, c’est avec la municipalité de Courbevoie qu’il crée Nomadisme Musical aux Caraïbes, suite de diverses danses Caraïbes et de mazurkas avec la participation de l'ensemble instrumental Parenthèses avec la chanteuse Yolanda Hernandez et le pianiste Georges Rabol.
En 1995, il remonte son Latin Jazz Band avec les musiciens qui ont suivi l'évolution de sa carrière ; il prépare un album en hommage à Dizzy Gillespie, intitulé Latin BE BOP.
Créée en 1998, sa sculpture « La Gardienne de Vie », réalisée en hommage aux victimes de l’esclavage, est inaugurée le 23 mai 2006 au centre sportif Nelson-Mandela de Sarcelles.
Il revient au devant de la scène au New Morning, le 15 octobre 2004 pour célébrer ses quarante ans de carrière. Il s’entoure de ses acolytes Luckmil Perez (timbales, batterie), Abraham Mansarol Rodriguez (congas, bata), Felix Toca (basse), Christophe Orbester (piano), Michael Joussein (trombone, direction musicale), Eddy 'Negon' Borges (trombone), Dave Rhotschild (trombone). Sont invités, Allen Hoist (flûte), Alain Jean-Marie (piano), Almeida Gonzalez Cuchi (basse), Claude Vamur (timbales), Frankie Vazquez (chant). L’année suivante, il donne son dernier concert dans son île natale à Sainte-Marie.
Il meurt le 12 février 2006 dans le 13e arrondissement de Paris, des suites d'une opération du cœur.